# Chrastná (Osečná)
Chrastná (německy Krassa) je vesnice, část města Osečná v okrese Liberec. Nachází se asi dva kilometry západně od Osečné. Prochází zde silnice II/278. Chrastná je také název katastrálního území o rozloze 4 km².

## Historie
První písemná zmínka o vesnici pochází z roku 1544. Již roku 1405 je ovšem uváděn jistý Petr z Chrastné.

## Pamětihodnosti

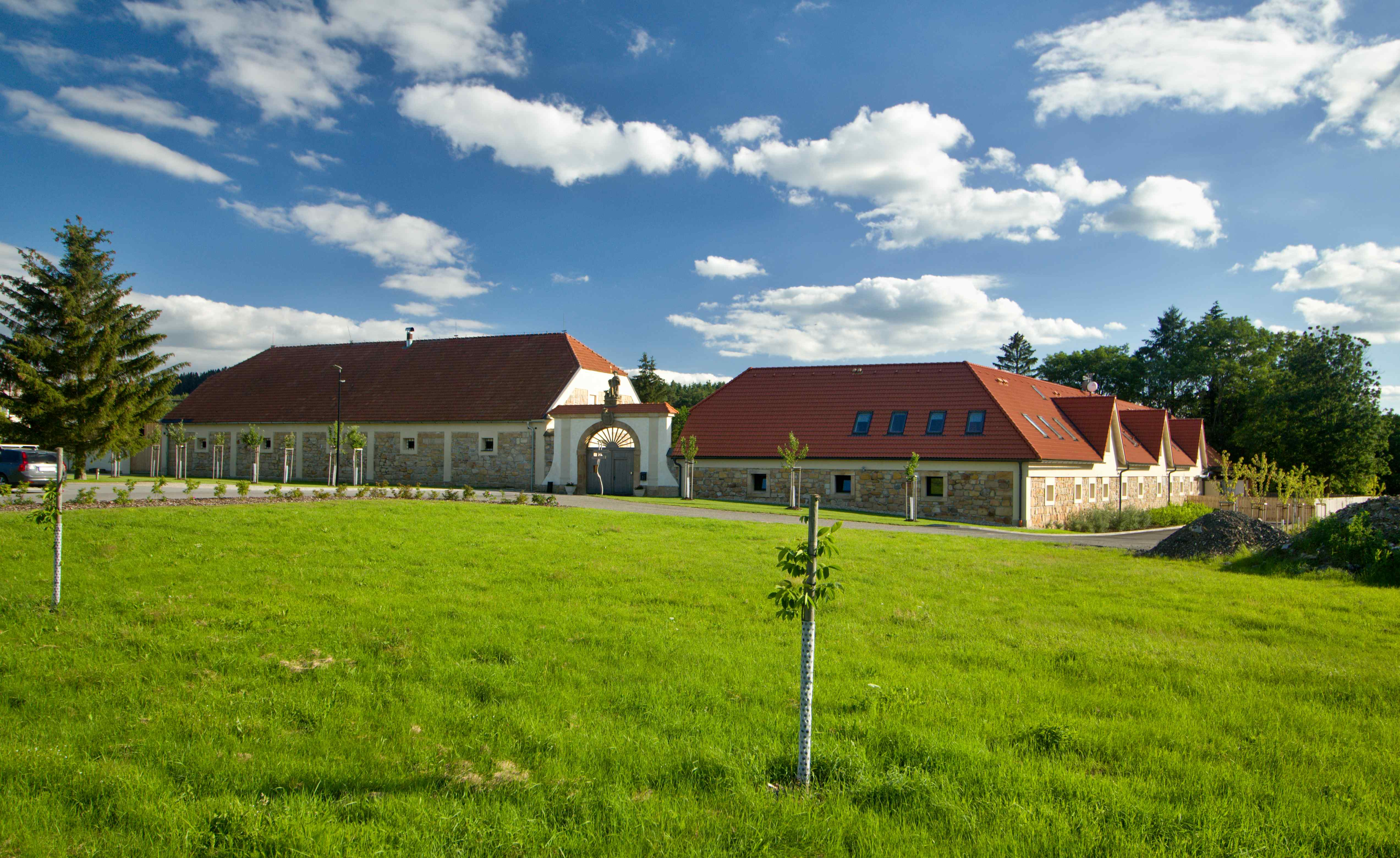
Červený dvůr

- Renesanční tvrz v tzv. Červeném dvoře, jež vznikla dost možná na místě starší stavby někdy kolem roku 1581, kdy Šalamoun Blekta z Útěchovic znovu vytvořil samostatný statek Chrastná. Výslovně uvedena v pramenech je k roku 1591. Roku 1628 ji jako lenní statek získal Volf ze Šejnic, od roku 1705 byla v držení Lichtenštejnů a záhy nato (v roce 1714) se dostala do majetku Ludvíka Josefa Hartiga, jenž ji připojil k panství Vartenberk (Stráž pod Ralskem). V 18. století prodělala stavba spolu s celým dvorem barokní úpravy. Původní tvrzí je pouze patrová budova na jižní straně dvora (nad údolím řeky Ploučnice), proti bráně. Stavba má rozměry 2 × 9 metrů a v interiéru ukrývá původní klenby a schodiště do patra. Nejcennější částí je východní klenutý sál s ústředním sloupem, pod nímž se nachází valeně klenutá suterénní prostora se zdmi tlustými až 2,5 metru. V letech 2016–2018 proběhla kompletní rekonstrukce tvrzi.[5][6] Od té doby slouží jako ubytovací a rekreační zařízení tvrz Krassa.[7]
- Památkově chráněna je pouze barokní brána zmíněného dvora se sochou sv. Linharta, plastikami ovce a býka a pískovcovým erbem rodu Hartigů
- Několik staveb lidové architektury
- Kovový křížek s kamenným podstavcem při rozcestí od Osečné
- Chrastenský vodopád na tzv. Hamerské strouze (jižní větvi toku Ploučnice)
- Chrastenský vrch (452 m) se skalními výchozy a pozůstatky těžby limonitu
- Rekreační a rybolovný Chrastenský rybník, zrekonstruovaný roku 2006